# Air Raiders
Air Raiders es un videojuego publicado en 1982 por M-Network para la consola Atari 2600.

## Argumento
El objetivo de juego es dispararle a todos los enemigos como sea posible, mientras se evita los disparos de los cañones de los enemigos y el aterrizar de manera segura antes de que el combustible se termine. Si más de diez enemigos han sido disparados es posible despegar con una cantidad de munición igual que el número de enemigos.